# داهی
داهی (انگلیسی: Dahi) یک ماست سنتی یا یک محصول تخمیر شده از شیر است که از شبه‌قاره هند منشا می‌گیرد و معمولاً از شیر گاو و گاهی اوقات شیر گاومیش و یا شیر بز تهیه می‌شود. داهی در سراسر شبه‌قاره هند رایج است.